# Galinsoga ciliata
Galinsoga ciliata és una espècie de planta asteràcia. És planta nativa del neotròpic (Amèrica tropical). S'ha estés en altres llocs del món incloent Catalunya.
Viu en llocs ombrívols i frescals. Es considera una mala herba en el conreu del cafè, a més d'hostatjar nematodes perjudicials per a les plantes cultivades. També ocasionalment és una planta medicinal.

## Descripció
Aquesta espècie té les fulles menors i més estretes que altres del seu gènere. El seu mecanisme fotosintètic és per la via C3.
Arriba a fer 50 cm d'alt.

## Taxonomia
Galinsoga ciliata va ser descrita per Raf. Blake i publicat a Rhodora 24(278): 35. 1922.
Etimologia
L'epítet específic ciliata en llatí aludeix a la mena com de cilis que tenen les seves fulles.
Sinònims
- Adventina ciliata Raf.
- Galinsoga aristulata Auct. Fl. Europ.
- Galinsoga bicolorata H. St. John & D. White
- Galinsoga caracasana (de Candolle) Schultz-Bipontinus
- Galinsoga quadriradiata Ruiz, & Pav.
- Galinsoga quadriradiata subsp. hispida (DC.) Thell.
- Galinsoga parviflora var. hispida DC. 
- Galinsoga urticifolia (Kunth) Benth.
- Wilburgia urticifolia Kunth